# خضرآباد (ماه‌نشان)
خضرآباد روستایی در ایران است که در دهستان انگوران شهرستان ماه‌نشان واقع شده‌است. خضرآباد ۸۸ نفر جمعیت دارد.